# Onze-Lieve-Vrouw van de Vredekapel (Ruisbroek)

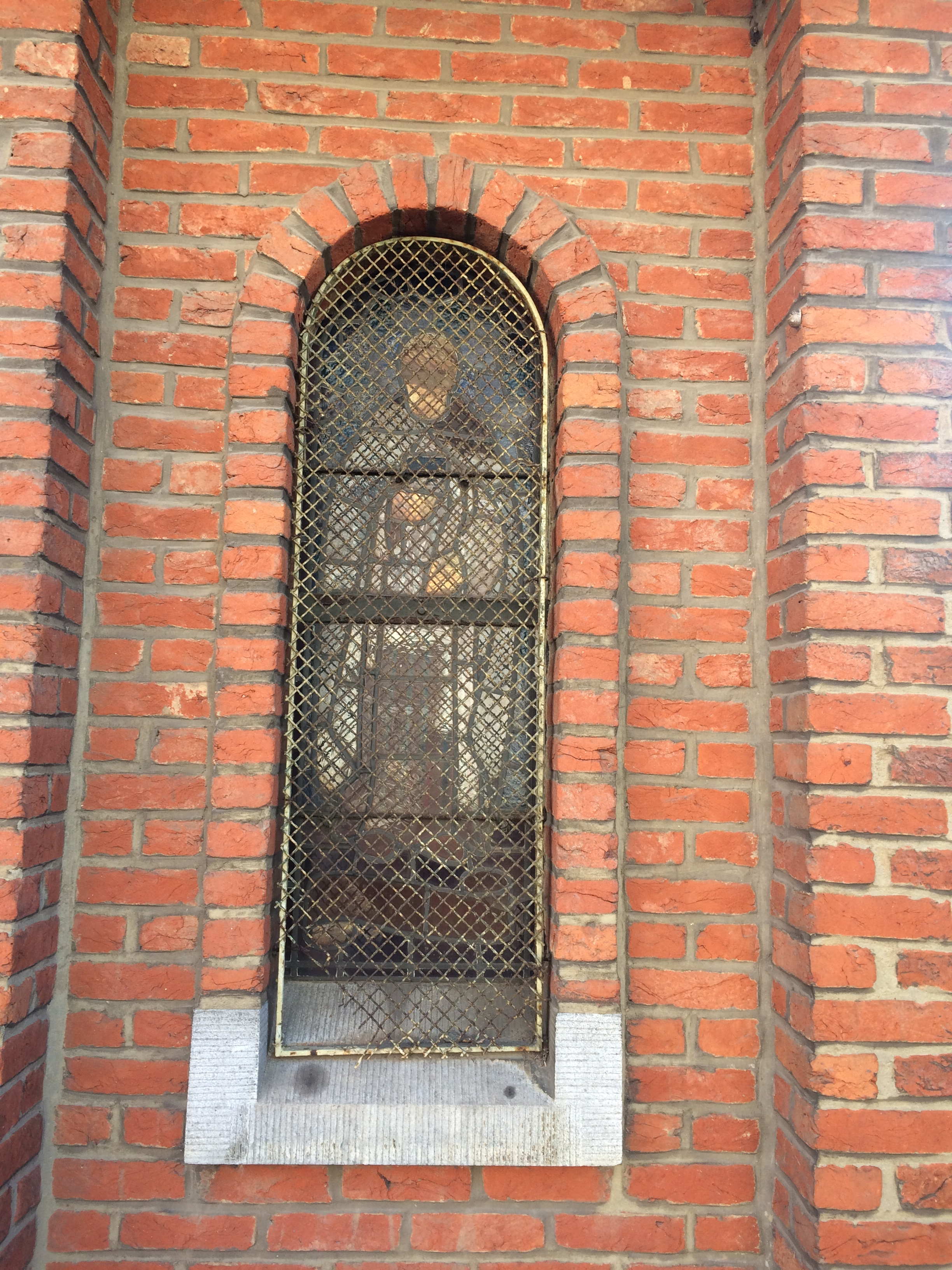
Onze-Lieve-Vrouw van Vredeskapel te Ruisbroek

De Onze-Lieve-Vrouw van de Vredekapel is een kapel in Ruisbroek, deelgemeente van Sint-Pieters-Leeuw, gelegen aan de Fabriekstraat tegenover nr. 246
Onder invloed van toenmalig pastoor Van den Bogaert werd er in de Fabriekstraat een kleine kapel opgericht ter ere van Onze-Lieve-Vrouw van Vrede, met het einde van de Tweede Wereldoorlog. Rey-Ainé schonk de grond in 1945. 
De eigenlijke kapel werd uiteindelijk in 1955 gebouwd door Pierre Christiaens. De architect van dit kapelgebouw met schilddak en centraal torentje met topkruis is A.R. Mertens.
De kapel heeft 6 glasramen, gemaakt door glaskunstenaar Weygantt M&J en F. stiens. Onder deze glasramen in de voorgevel ziet u links het opschrift ‘Don de la famile P. Cammue – Defense’ en rechts ‘A.R. Mertens architect 1955’.